# خونیک (درمیان، یک)
خونیک روستایی در دهستان پیشکوه  بخش مرکزی شهرستان قائنات  استان خراسان جنوبی ایران است. بر پایه سرشماری عمومی نفوس و مسکن در سال ۱۳۹۰ جمعیت این روستا ۲۱۶ نفر (در ۴۸ خانوار) بوده‌است.